# Joanna Kafedzi
Janula „Joanna” Kafedzi (gr. Γιαννούλα Καφετζή; ur. 30 maja 1976 w Nea Jonii w Tesalii) – grecka sprinterka i skoczkini w dal.
Kafedzi zdobyła brązowy medal w sztafecie 4 × 100 m kobiet na Igrzyskach Śródziemnomorskich 2001 w Tunisie w Tunezji. Później postanowiła się specjalizować w skoku w dal i rywalizowała w greckiej reprezentacji na Letnich Igrzyskach Olimpijskich 2004. Podczas kariery lekkoatletycznej Kafedzi pobiła życiowy rekord 6,71 m w skoku w dal na Venizelia International Meet w Chanii.
Kafedzi zakwalifikowała się do drużyny lekkoatletycznej gospodarza, razem ze Stiliani Pilatu i Niki Ksantu, w skoku w dal kobiet na Letnich Igrzyskach Olimpijskich 2004 w Atenach. Dwa miesiące przed igrzyskami skoczyła 6,71 metra, bijąc swój rekord życiowy i otrzymując olimpijski poziom A na Venizelia International Meet w Chanii. Podczas eliminacji Kafedzi zachwyciła skokiem na 6,49 metra za pierwszym podejściem. Z jednym faulem w kolejnym skoku i niskim wynikiem uzyskanym przy trzecim, straciła szansę na awans do ostatniej rundy o sześć centymetrów, i ukończyła dopiero na szesnastym miejscu wśród trzydziestu dziewięciu zawodniczek. Reprezentowała Grecję na Mistrzostwach Świata w Lekkoatletyce 2005, ale ponownie nie awansowała do rundy finałowej.